# Fismes
Fismes település Franciaországban, Marne megyében. Lakosainak száma 5884 fő (2022. január 1.). Fismes Blanzy-lès-Fismes, Mont-Saint-Martin, Ville-Savoye, Baslieux-lès-Fismes, Courlandon, Courville, Magneux, Saint-Gilles, Les Septvallons és Bazoches-et-Saint-Thibaut községekkel határos.

## Népesség
A település népességének változása:
| Lakosok száma | 3634 | 4674 | 5286 | 5351 | 5418 | 5434 | 5487 | 5589 | 5721 | 5884 |
|               | 1968 | 1982 | 1990 | 2006 | 2013 | 2015 | 2017 | 2019 | 2020 | 2022 |